# هانس آلبرت
هانس آلبرت (آلمانی: Hans Albert) (زاده ۸ فوریه ۱۹۲۱ – درگذشته ۲۴ اکتبر ۲۰۲۳) یک فیلسوف آلمانی بود. او متولد کلن بود و در هایدلبرگ زندگی می‌کرد. وی استاد علوم اجتماعی در دانشگاه مانهایم بود.
حوزه‌های پژوهشی او علوم اجتمالی و مطالعات عمومی روش‌ها هستند. او در شمارِ عقل گرایان انتقادی (critical rationalist) بود، و توجه ویژه‌ای به اکتشاف عقل گرایانه دارد. او از منتقدین شدید سنت هرمنوتیک قاره‌ای نشأت گرفته از مارتین هایدگر و هانس-گئورگ گادامر بود.
هانس آلبرت در ۲۴ اکتبر ۲۰۲۳، در سن ۱۰۲ سالگی درگذشت.